# Vlkoš (kraj południowomorawski)
Vlkoš – gmina w Czechach, w powiecie Hodonín, w kraju południowomorawskim. Według danych z dnia 1 stycznia 2014 liczyła 1 061 mieszkańców.